# Kisselyk község
Kisselyk község (románul: Comuna Șeica Mică) község Szeben megyében, Romániában. Központja Kisselyk, beosztott falva Sorostély.

## Fekvése
A Küküllőmenti-dombvidék déli részén helyezkedik el. Szomszédos községek: keleten Asszonyfalva és Nagyselyk, északnyugaton Mikeszásza, nyugaton Pókafalva és Fehér megye, délen Ladamos. Nagyszebentől 48, Medgyestől 23 kilométerre található. A DJ 142J  megyei úton közelíthető meg.

## Népessége
1850-től a népesség alábbiak szerint alakult:
| Lakosok száma | 2321 | 2835 | 3182 | 3532 | 4007 | 3125 | 1867 | 1747 | 1589 | 1519 |
|               | 1850 | 1880 | 1900 | 1920 | 1941 | 1977 | 1992 | 2002 | 2011 | 2021 |

A 2011-es népszámlálás adatai alapján a község népessége 1589 fő volt, melynek 76,9%-a román, 2,45%-a roma és 1,13%-a német. Vallási hovatartozás szempontjából a lakosság 85,15%-a ortodox, 6,48%-a görög rítusú római katolikus, 1,51%-a ágostai evangélikus és 1,01%-a hetednapi adventista.

## Nevezetességei
A község területéről az alábbi épületek szerepelnek a romániai műemlékek jegyzékében:
- a kisselyki erődtemplom (SB-II-a-A-12559)
- a kisselyki evangélikus parókia (SB-II-m-A-12558)
- a kisselyki Geiger-ház (SB-II-m-B-12560)